# Charles Delporte
Pour les articles homonymes, voir Delporte.
Cet article concerne l'artiste. Pour l'épéiste, voir Charles Delporte (escrime).

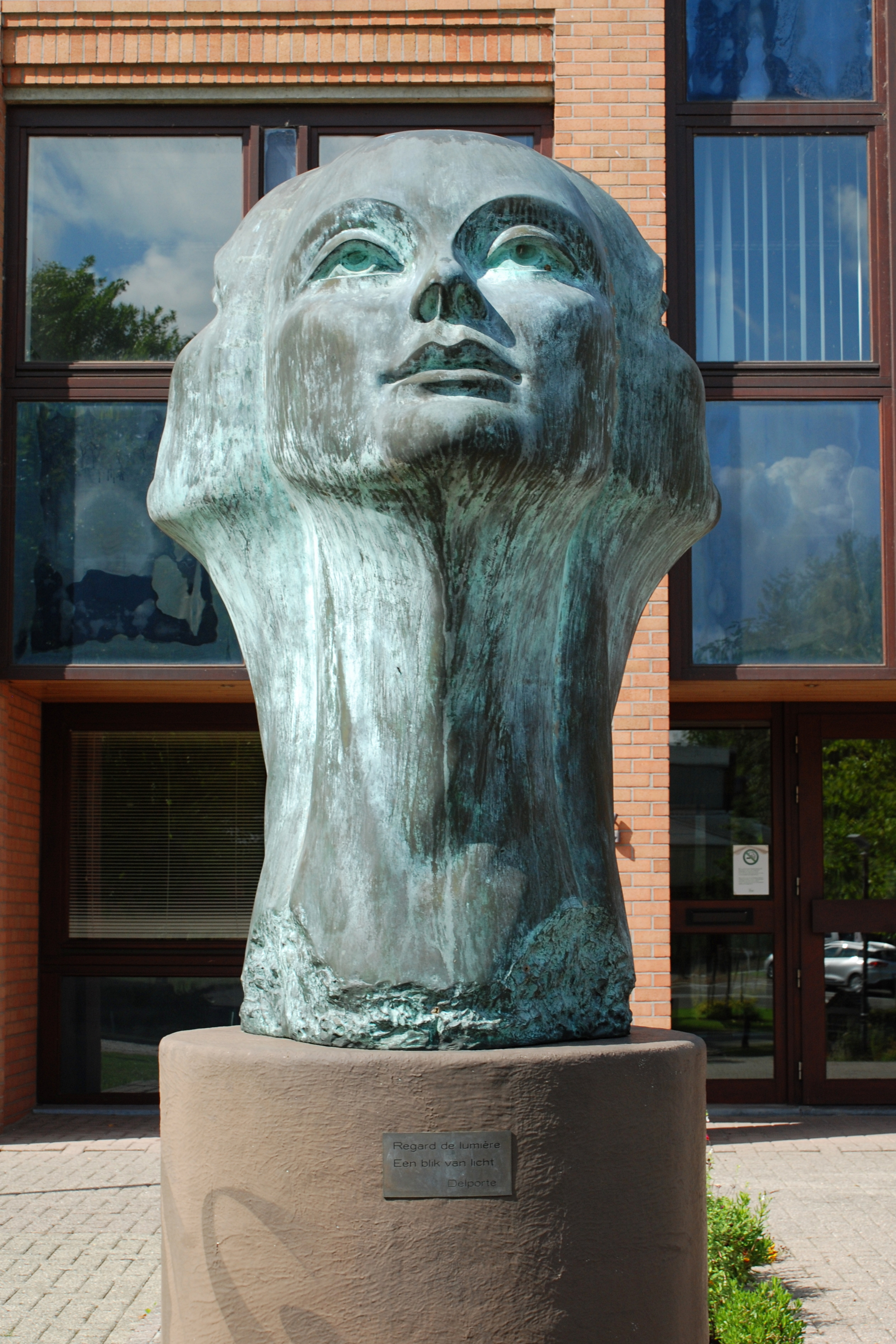
Regard de Lumière, Louvain-la-Neuve

Charles Delporte (4 décembre 1928 à Marcinelle - 6 novembre 2012 à Charleroi) est un peintre et sculpteur belge.

## Biographie

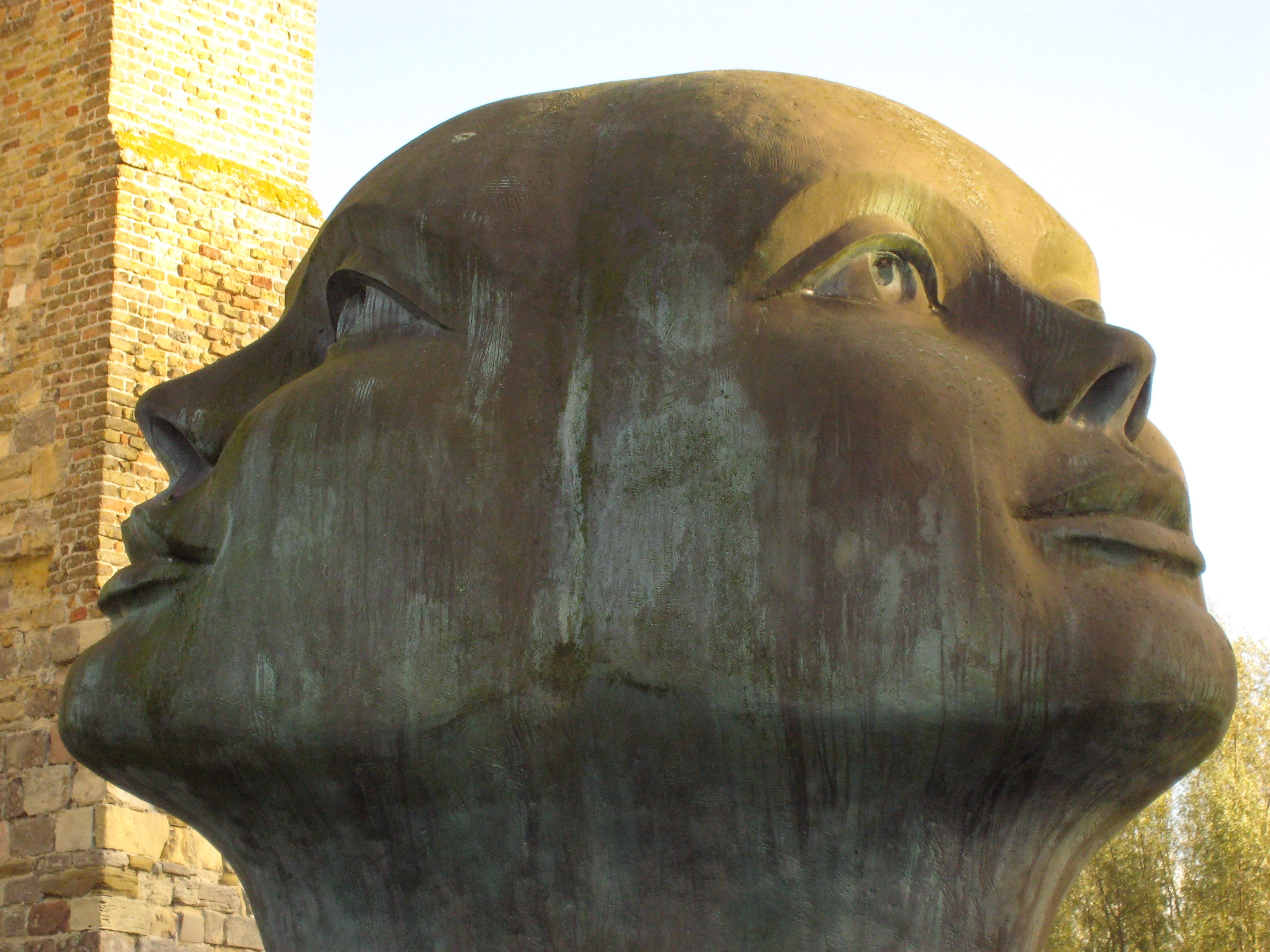
Regard de Lumière, sculpture installée à Damme.

Ses œuvres sont exposées dans les musées, fondations, églises et villes à travers le monde. Un musée lui était consacré à Damme (près de Bruges), de 1990 à 2013.
Également poète et musicien, il a enregistré plusieurs CD comme Ballade du souvenir, Hommage à Picasso (1985), Delporte chante Verlaine (1986) ou Au cœur de Charleroi (2005).
Il est le frère aîné de l'instituteur et poète Jacques Viesvil ainsi que de l'auteur-compositeur-interprète Paul Louka. Tous trois sont également les cousins germains d'Yvan Delporte, figure marquante de la bande dessinée belge et du Journal de Spirou.
Il a été promu chevalier de l'ordre de Saint-Sylvestre par le pape Jean-Paul II.
Plusieurs de ces sculptures monumentales ont été érigées dans divers ronds-points à Namur et à Charleroi. Chantre de la Liberté (connu sous le nom des « Trois Coqs ») et Regard de Lumière, une tête à trois visages, sont les plus connues.